# Tremont Waters
Tremont Waters (New Haven, Connecticut; 10 de enero de 1998) es un jugador de baloncesto estadounidense, de ascendencia puertorriqueña, que pertenece a la plantilla del Guangdong Southern Tigers de la CBA china. Con 1,78 metros de estatura, ocupa la posición de base. 

## Trayectoria deportiva

### Universidad
Jugó dos temporadas con los Tigers de la Universidad Estatal de Luisiana, en las que promedió 15,6 puntos, 3,1 rebotes, 5,9 asistencias y 2,5 robos de balón por partido. Sus 198 asistencias en la primera temporada batieron el récord de su universidad para un novato, superando a Ben Simmons. Esa temporada fue incluido en el mejor quinteto freshman de la Southeastern Conference.
Al año siguiente lideró la conferencia en asistencias y en robos de balón, acabando en cuarta posición en este último apartado en todo el país. Fue elegido jugador defensivo del año de la SEC, e incluido en el mejor quinteto.

#### Estadísticas
| Año     | Equipo | PJ | PT | MPP  | %TC  | %3P  | %TL  | RPP | APP | ROB | TPP | PPP  |
| ------- | ------ | -- | -- | ---- | ---- | ---- | ---- | --- | --- | --- | --- | ---- |
| 2017–18 | LSU    | 33 | 32 | 33.0 | .417 | .351 | .801 | 3.4 | 6.0 | 2.0 | .1  | 15.9 |
| 2018–19 | LSU    | 33 | 29 | 32.4 | .429 | .327 | .813 | 2.8 | 5.8 | 2.8 | .1  | 15.3 |
| Total   | Total  | 66 | 61 | 32.7 | .423 | .340 | .807 | 3.1 | 5.9 | 2.4 | .1  | 15.6 |

### Profesional
Fue elegido en la quincuagésimo primera posición del Draft de la NBA de 2019 por Boston Celtics. Tras jugar buena parte de la temporada con el filial de la G League, los Maine Red Claws, fue elegido Rookie del Año de la NBA Development League.
Tras dos años en Boston, el 27 de septiembre de 2021, firmó con los Milwaukee Bucks, pero fue despedido antes del inicio de la temporada. En octubre de 2021, se unió a los Wisconsin Herd como jugador afiliado.
El 22 de diciembre firmó un contrato de diez días con los Toronto Raptors. A su conclusión, firmó un nuevo contrato de diez días, esta vez con Washington Wizards.
El 23 de julio de 2022 firmó contrato con el Metropolitans 92 de la Pro A francesa.
En septiembre de 2023 se marcha a China a firma con los Guangdong Southern Tigers de la CBA.

### Selección nacional
Como descendiente de puertorriqueños durante agosto y septiembre de 2023 fue integrante de la selección de Puerto Rico que participó en el Mundial de 2023 celebrado en Asia, que finalizó en decimosegundo lugar, y donde promedió 20 puntos y 9 asistencias.
Entre julio y agosto de 2024 fue parte de la selección absoluta de Puerto Rico, que disputó los Juegos Olímpicos de París, finalizando en decimosegunda posición.

## Estadísticas de su carrera en la NBA

### Temporada regular
| Año     | Equipo     | PJ | PT | MPP  | %TC  | %3P  | %TL   | RPP | APP | ROB | TPP | PPP |
| ------- | ---------- | -- | -- | ---- | ---- | ---- | ----- | --- | --- | --- | --- | --- |
| 2019-20 | Boston     | 11 | 1  | 10.8 | .286 | .167 | 1.000 | 1.1 | 1.5 | .9  | .2  | 3.6 |
| 2020-21 | Boston     | 26 | 3  | 9.2  | .405 | .395 | .941  | .8  | 2.4 | .6  | .0  | 3.8 |
| 2021-22 | Toronto    | 2  | 0  | 21.0 | .250 | .222 | —     | 2.0 | 3.5 | 2.0 | .0  | 4.0 |
| 2021-22 | Washington | 1  | 0  | 8.0  | .500 | —    | —     | .0  | .0  | .0  | .0  | 2.0 |
| Total   | Total      | 40 | 4  | 10.2 | .354 | .296 | .960  | .9  | 2.1 | .8  | .1  | 3.7 |

### Playoffs
| Año   | Equipo | PJ | PT | MPP | %TC  | %3P  | %TL  | RPP | APP | ROB | TPP | PPP |
| ----- | ------ | -- | -- | --- | ---- | ---- | ---- | --- | --- | --- | --- | --- |
| 2020  | Boston | 1  | 0  | 2.4 | .000 | .000 | -    | 1.0 | 1.0 | .0  | .0  | .0  |
| 2021  | Boston | 3  | 0  | 2.0 | .250 | .000 | .667 | .0  | .7  | .3  | .0  | 1.3 |
| Total | Total  | 4  | 0  | 2.0 | .200 | .000 | .667 | .2  | .8  | .2  | .0  | 1.0 |